# Nationaluniversität der Theater- und Filmkunst „Ion Luca Caragiale“
Die Nationaluniversität der Theater- und Filmkunst „Ion Luca Caragiale“ (rumänisch Universitatea Națională de Artă Teatrală și Cinematografică “I.L.Caragiale”, Abkürzung UNATC) ist eine Theater- und Filmhochschule in Bukarest. Die öffentliche Hochschule liegt an der Matei Voievod 75–77 im Sektor 2 und ist nach dem rumänischen Schriftsteller und Dramatiker Ion Luca Caragiale benannt.
Die Universität ist in zwei Fakultäten aufgeteilt. An der Filmfakultät kann man Regie, Kamera, Schnitt und Audiovisuelle Kommunikation, was Drehbuch, Kritik und Öffentlichkeitsarbeit einschließt, studieren. An der Theaterfakultät kann man Schauspiel, Theaterregie, Bühnenbild, Choreografie, Puppenspielerei und Theaterwissenschaften studieren.

## Berühmte Absolventen
- Maria Dinulescu (* 1981), Schauspielerin
- Monica Ghiuță (1940–2019), Schauspielerin
- Lucia Mureșan (1938–2010), Schauspielerin
- Sebastian Papaiani (1936–2016), Schauspieler
- Rodica Tapalagă (1939–2010), Schauspielerin
- Cristian Mungiu (* 1968), Filmregisseur
- Radu Muntean, Filmregisseur
- Corneliu Porumboiu, Filmregisseur
- Călin Peter Netzer (* 1975), Filmregisseur
- Lucian Pintilie (1933–2018), Filmregisseur